# Aéroport de Puttaparthi
L'Aéroport Sri Sathya Sai Airport, aussi appelé Aéroport de Puttaparthi (code IATA : PUT • code OACI : VOPN) est un aéroport desservant la ville de Puttaparthi, en Inde.
La compagnie Air Deccan y a commencé ses activités en 2005.